# Schneller als der Tod (1995)
Schneller als der Tod, im engl. Original The Quick and the Dead, ist ein Western des US-amerikanischen Regisseurs Sam Raimi aus dem Jahr 1995 mit Sharon Stone und Gene Hackman in den Hauptrollen.

## Handlung
Ellen, eine unbekannte Revolverheldin, reitet in die kleine Präriestadt Redemption ein, mit einem Geheimnis, das sie niemandem preisgibt. In der Stadt, die vom Bürgermeister John Herod in tyrannischer Weise regiert wird, findet alljährlich ein Wettbewerb für Duellanten aus dem ganzen Land statt. An diesem wollen auch Ellen, ein Abenteurer, ein schwedischer Champion und Herods eigener Sohn Kid teilnehmen. Kurz nach Ellens Ankunft wird der Pastor Cort in Ketten von Herods Männern angeschleppt. Er ist ein ehemaliger Revolverheld, welcher ein ehemaliges Mitglied von Herods Bande war und der zum Glauben gefunden hat und deshalb niemals wieder eine Waffe in die Hand nehmen will. Herod ist entschlossen, seinen Willen mit allen Mitteln durchzusetzen und Cort zu zwingen, am Wettkampf teilzunehmen, selbst wenn es den Tod anderer bedeuten sollte. Nachdem Herod erfahren hat, dass ein von den Bewohnern angeheuerter Kopfgeldjäger an dem Turnier teilnimmt, der ihn liquidieren soll, ändert er die Regeln dahingehend, dass nicht mehr der gewinnt, der noch steht, sondern der, der noch lebt.
Ellen wird nach der erfolgreich überstandenen Auftaktrunde vom beeindruckten Herod zum Dinner eingeladen; ihr Plan, diesen durch ein Attentat zu töten, scheitert jedoch an ihren Nerven. Sie will zunächst aus der Stadt fliehen, wird jedoch vom Arzt zurückgehalten, der ihr Geheimnis kennt: Sie ist die Tochter eines Marshals, der von Herod einst bei einem seiner brutalen Überfälle gefangen genommen und, wie eine Rückblende zeigt, gehängt wurde. In der zweiten Runde setzt sich Ellen gegen den schmierigen Eugene Dred durch, vor dessen Nachstellungen sie die viel zu junge Tochter des Saloonwirts Horace beschützt hatte. Auch Cort, Herod und Kid gewinnen ihre jeweiligen Kämpfe.
Im Halbfinale erschießt Herod seinen nicht anerkannten Sohn. Dann stehen Ellen und Cort sich im erzwungenen Duell gegenüber. Cort weigert sich bis zum allerletzten Augenblick, auf die Frau zu schießen. Er verklemmt beide Hände im Gürtel, schießt aber dann doch und trifft Ellen, die scheinbar stirbt. Dabei handelt es sich jedoch um ein Täuschungsmanöver, das beide nach einer gemeinsam verbrachten Nacht vereinbart hatten. Herods Schergen verletzen vor dem Finale Corts rechte Hand, dies jedoch zum Unwillen Herods, der seinen Ex-Partner im fairen Kampf töten wollte. Herod zwingt Cort in ein beiderseitig linkshändiges Duell. Im entscheidenden Moment des Finales wird die Stadt durch Explosionen erschüttert. Ellen taucht lebend wieder auf und fordert Herod heraus. Eine letzte Rückblende enthüllt, dass Herod ihr damals als kleinem Mädchen die angebliche Chance gegeben hatte, ihren Vater vom Galgen loszuschießen. Ellen verfehlte jedoch das Seil und traf stattdessen ihren Vater tödlich. Als Ellen ihm nun den Marshal-Stern ihres Vaters vor die Füße wirft, erkennt Herod sie und ruft ihr zu, sie sei nicht schnell genug für ihn. Doch sie entgegnet nur „Oh doch, heute schon.“ und streckt ihn nieder. Danach wirft sie Cort den Marshal-Stern zu, mit der Bemerkung, dass das Gesetz wieder in der Stadt sei, und reitet fort.

## Kritik
Zum Zeitpunkt seiner Veröffentlichung waren die Rezensionen zum Film in der Regel nicht sehr positiv. Insbesondere der satirische Stil des durch Horrorfilme wie Tanz der Teufel bekannten Regisseurs Sam Raimi wurde nicht als Innovation für das Western-Genre angesehen und die Reduzierung der Filmhandlung auf das Duell-Motiv als eher langweilig empfunden. In vielen Filmkritiken wurde auch die Besetzung einer weiblichen Hauptfigur in einem Western thematisiert.
So sieht Daniel Kothenschulte im Filmdienst keine Demontage der Konventionen, wie es der Regisseur mit Tanz der Teufel für das Horror-Genre erreicht hat, sondern lediglich ein unterhaltsamen, aber nicht abendfüllenden Western.

„Ein leidlich unterhaltsamer, in seiner Beschränkung auf das Wettkampfmotiv aber zusehends vorhersehbarer Actionfilm im Western-Milieu.“

Für Peter Travers im Rolling Stone ist der Film eine verrückte Sammlung von Highlights bekannter Western, wobei Sharon Stone als Hauptdarstellerin die Satire des Films wohl nicht verstanden hat und sich als Charakterdarstellerin versucht. In seiner Filmkritik für die Los Angeles Times sieht Kenneth Turan in dem Film nur eine Parodie auf den Italowestern, findet aber, dass sich Sharon Stone als weiblicher Clint Eastwood gut darstellt und weitaus mehr Eindruck hinterlässt als Gene Hackman oder Leonardo DiCaprio in ihren Rollen. Auch Janet Maslin gefällt bei ihrer Filmkritik für die New York Times die spöttische Art wie Sharon Stone ihre Rolle interpretiert und findet, es sei ihre beste Darstellung seit Basic Instinct, sieht aber ansonsten, wegen der begrenzten satirischen Fähigkeiten des Regisseurs, nur ein B-Movie. Der bekannte Filmkritiker Roger Ebert ist gnädiger in seiner Beurteilung, obwohl die Geschichte eher einfach ist, sieht er einige gute Aspekte und auch innovatives in der Filmgestaltung. Die Hauptdarstellerin Stone nimmt für ihn dagegen ihre Rolle zu ernst, was nicht zur grotesken Handlung passt.
Auch mehr als 20 Jahre nach dem Erscheinen des Films wurde in Veröffentlichungen erwähnt, dass es die weiterhin aufwendigste Westernproduktion mit einer Frau in der Hauptrolle ist. Insgesamt erhielt der Film im Rückblick eine positivere Bewertung, so fühlt sich Elizabeth Flux im Guardian in ihrer Rezension von 2022 sehr gut von dem Film unterhalten und auch in Auflistungen von den besten Western der 1990er oder modernen Western schafft es der Film in die Top 10.

„It had a strong cast, a solid premise and it is a lot of fun to watch … The Quick and the Dead is not a traditional western, nor is it a satire; if anything, it is a little bit camp and schlocky, with the slightest hint of superhero movie in there.“

## Hintergrund
- Sharon Stone, welche auch Mitproduzentin des Films war, setzte durch, dass sowohl Sam Raimi als Regisseur engagiert wurde, als auch die Besetzung der zum Zeitpunkt der Produktion noch nicht so populären Schauspieler Leonardo DiCaprio als auch Russell Crowe erfolgte. Für DiCaprio übernahm sie sogar die Bezahlung.[6]

- Der Regisseur Raimi wollte in seinem Stil einen Western produzieren, welcher unserer Vorstellungen dieser Zeit entspricht und keine Dokumentation, womit er sich mehr an Sergio-Leone-Filmen als an John Ford orientierte.[1]

- Mit dem Titel The Quick and the Dead, dem Originaltitel von Schneller als der Tod, erschien bereits im Jahr 1987 ein TV-Western mit Sam Elliott, welcher jedoch nichts mit diesem Western aus dem Jahre 1995 gemeinsam hat. In Deutschland erschien dieser Film unter dem Titel Er kam aus der Sonne.[10][11]

- Der Titel The Quick and the Dead ist ein Zitat aus der King-James-Bibel und heißt nach der heutigen Bedeutung ins Deutsche übersetzt die lebenden und die toten, was auf einen Urteilsspruch hinweist. Auch andere Bezeichnungen im Film haben religiöse Bezüge, wie der Name des Bösewichts Herod (deutsch:Herodes) oder die Bezeichnung der Stadt mit Redemption (deutsch: Erlösung).[10]

## Auszeichnungen
Im Jahr 1996 erfolgte die Nominierung für den Saturn Award für Sharon Stone als beste Schauspielerin.

## Veröffentlichungen
Schneller als der Tod erlebte seine US-amerikanische Premiere am 10. Februar 1995. Der Film startete am 9. November 1995 in den deutschen Kinos und wurde am 21. Mai 1996 auf Videokassette veröffentlicht. Im deutschen Fernsehen lief der Film erstmals am 27. Dezember 1998 bei RTL Group und erschien am 12. Oktober 1998 auf DVD.